# Теорія прихованих параметрів
Приховані параметри — гіпотетичні додаткові змінні, невідомі в наш час, значення яких мають повністю характеризувати стан квантової системи і визначати її майбутнє повніше, ніж квантовомеханічний вектор стану. Вважається, що за допомогою прихованих параметрів від статистичного опису мікрооб'єктів можна перейти до динамічних закономірностей, коли із часом однозначно пов'язано саме фізичні величини, а не їх статистичний розподіл. Прихованими параметрами зазвичай вважають різні поля чи координати та імпульси дрібніших складових квантових частинок. Проте після відкриття кварків (складових частинок адронів), виявилось що їхня поведінка підпорядковується тій же квантовій механіці, що й поведінка самих адронів.
Згідно з теоремою Белла жодна теорія з прихованими параметрами не може відтворити всі наслідки квантової механіки, проте, як пізніше з'ясувалося, теорема фон Неймана базувалась на припущеннях, необов'язкових для довільної моделі прихованих параметрів. Вагомий аргумент на користь існування прихованих параметрів висунули Ейнштейн, Натан Розен і Борис Подольський (див. Парадокс Ейнштейна — Подольського — Розена), суть якого полягає в тому, що деякі характеристики квантових частинок (наприклад проєкцію спіну) можна вимірювати без дії на них. Новим стимулом перевірки парадоксу Ейнштейна-Подольського-Розена стали доведені 1951 року нерівності Белла, які надали можливість безпосередньо експериментально перевірити парадокс. Ці нерівності демонструють відмінності передбачень квантової механіки від будь-яких теорій із прихованими параметрами, що не припускають процесів, які поширюються зі швидкістю більшою від швидкості світла. Здійснені у лабораторіях світу експерименти підтвердили передбачення квантової механіки про існування сильніших кореляцій між частинками, ніж припускають будь-які локальні теорії із прихованими параметрами. Згідно з цими теоріями результат експерименту над однією частинкою залежить лише від самого експерименту, і ніяк не залежить від експериментів, що здійснюється з іншою частинкою, що не пов'язана взаємодією з першою частинкою.

## Мотивація
Квантова механіка є недетермінованою в тому сенсі, що вона не може з певністю передбачити результат вимірювання. Вона може передбачити лише ймовірності результатів вимірювання. Це призводить до ситуації, коли вимірювання певної властивості у двох формально однакових системах може призвести до двох різних результатів. Неминуче виникає питання чи може бути глибший рівень реальності, який міг би бути формалізований більш фундаментальною теорією, ніж квантова механіка, і міг би з певністю передбачити результат вимірювання.
Іншими словами, квантова механіка формалізована так як є наразі, може бути неповним описом реальності. Невелика частина фізиків захищає думку про те, що ймовірнісний аспект квантових законів насправді має об'єктивну основу: приховані змінні. Більшість вважає, що не існує більш фундаментального рівня реальності, підтримані в цьому фактом, що величезний клас теорій із прихованими змінними несумісний із спостереженнями.
Приховані змінні не обов'язково спрямовані на відновлення повного детермінізму. Деякі теорії з прихованими змінними, такі як стохастична механіка Едварда Нельсона, або модальна інтерпретація де Баз ван Фраассена, залишаються недетермінованими.

## Історичний контекст

### Реалістська опозиція
Макс Борн опублікував в 1926 р. дві статті, що пропонують інтерпретацію модуля квадрата складного коефіцієнта стану будучи ймовірністю вимірювання цього стану. Згідно з цією інтерпретацією, необхідно було визнати, що фізичний параметр не має визначеного значення перед вимірюванням. Це ознаменувало вихідну точку опозиції до цієї інтерпретації, головним чином під керівництвом Альберта Ейнштейна, Ервіна Шредінгера та Луї де Бройля. Ці фізики підтримували так зване реалістичне бачення фізики, згідно з яким фізика повинна описати поведінку реальних фізичних утворень, а не обмежуватися прогнозуванням результатів. У цьому контексті прийняти фундаментальний індетермінізм важко, що Ейнштейн виразив своїм знаменитим реченням "Я переконаний, що Бог не грає в кістки"

### Парадокс EPR
У 1935 р. Ейнштейн, Подольський та Розен написали статтю, намагаючись продемонструвати, що квантова фізика була неповною, використовуючи уявний експеримент, який називається парадокс EPR. 

### Нерівності Белла
У 1964 році Джон Белл встановив знамениті нерівності Белла, які справджуються, якщо приховані змінні - у сенсі, визначеному Ейнштейном - існують, і приховані змінні не існують, якщо нерівності порушуються. Наприклад, Євген Вігнер, авторитет у галузі теоретичної фізики, пояснював у 1983 році:
Це цікава ідея (приховані змінні), і навіть якщо деякі з нас були готові прийняти її, необхідно визнати, що аргумент, справді висунутий проти цієї ідеї, був створений пізно, у 1965 році, Дж. С. Беллом […] Це, здається, дає переконливий аргумент проти теорії з прихованими змінними.
Однак, як зазначає Шелдон Голдштейн, те, що продемонстрував Белл не зрозуміло. Нерівності, що носять його ім'я, надійшли, навпаки, підтвердити теорію Девіда Бома. Белл розповідає, у 1985 році, через 2 роки після того, як аналіз Вігнера відзначає відкриття Белла як спростування теорії прихованих змінних:
Але в 1952 році я побачив, що неможливе було зроблено. Це було у статтях Девіда Бома. Бом явно показав, як параметри можуть бути дуже добре введені в хвильову нерелятивістську механіку, завдяки яким недетермінований опис може бути перетворений на детермінований опис. На мою думку, ще важливіше, суб'єктивність ортодоксальної версії, еталон, необхідний для "спостерігача", може бути усунений · .
Таким чином, не всі теорії з прихованими змінними спростовуються, але всі ті, які є локальними, і дослід насправді є підтвердженням існування прихованих змінних у сенсі Бома та Белла, ці змінні будучи частинками в русі, сутностями, які лише в теоріях, натхненних Копенгагенською школою, мають проблематичне існування. З цієї причини Белл кваліфікує цю назву (прихована змінна) "абсурдною".
Досліди, спрямовані на перевірку нерівностей Белла, змогли бути здійсненими на початку 1980-х років і призвели до порушення нерівностей, роблячи недійсним можливість існування прихованих змінних у сенсі, визначеному Ейнштейном (тобто так званих "локальних" змінних та дотримуючись принципу причинності).

### Контекстуалістська теорема Кохена і Спекера
У 1967 році було доведено ще одну важливу теорему: теорему Кохена та Спекера. Ця теорема доводить, що будь-яка теорія з прихованими змінними, що враховує результати дослідів квантової фізики, є контекстуалістською, тобто вимірювані значення фізичних параметрів обов'язково залежать від експериментального контексту, а не від єдиних фізичних сутностей. Ця теорема наносить ще один удар реалістичному баченню Ейнштейна, яке припускав, що кожна фізична сутність має об'єктивне існування, незалежне від його навколишнього середовища та спостереження.
Тим не менш, ця теорема не зовсім кладе край надіям на певну форму реалізму (однак досить віддаленого від класичного ейнштейнівського реалізму), оскільки завжди можна уявити, що "реальна" сутність - маючи всі характеристики, що визначають результат вимірювання - більше не складаються з самих частинок, але частинок та їх контексту, (що може розглядатися у контексті, нелокальних прихованих змінних). Цю форму реалізму іноді називають контекстною онтологією.

### Нерівності Легетта
У 2003 Ентоні Легетт встановлює нерівності, подібні до нерівностей Белла, які можна потенційно перевірити експериментально, які повинні бути перевірені будь-якою теорією з нелокальними прихованими змінними, що підтверджують певні розумні макрореалістичні передумови, такі як значення, визначене в будь-який час, і жодного фундаментального впливу вимірювання на його наступну еволюцію. Таким чином, порушення цих нерівностей зробило б важливий клас теорій з прихованими змінними, але цього разу не локальних, несумісними з досвідом.
У 2007 році Антону Зейлінгеру вдалося перевірити ці нерівності, які були порушені. Таким чином, здається, що важко підтримувати теорії з прихованими змінними, локальними чи ні, оскільки гіпотези, що зберігаються Леггеттом, для побудови моделі, що призводить до його нерівностей, є розумними. Однак, згідно з Аленом Аспе ·  перевірене порушення нерівностей Легетта не ставить під сумнів модель з не локальними прихованими змінними Бома.

### Дослід "перед-перед"
Що стосується цієї останньої теорії, то вона була поставлена під сумнів, згідно з фізиком Антуаном Суаресом, не через нерівності Легетта, а зокрема через тип досліду, який називається "before-before experiment", проведеним у 2002 · , який вводить тип досліду Аспе, але із поляризаторами в русі. Мета досліду полягає в тому, щоб поставити під сумнів саме поняття одночасності, що мається на увазі ідеєю не локальності, на основі теорії відносності Ейнштейна. Що станеться, якщо за цим принципом "годинники", що використовуються для вимірювання очевидної одночасності дії на відстані, приводяться в рух, щоб спотворити простір-час у їхній системі відліку? Суарес робить висновок: "[...] результати […] з вимірювальними інструментами, що переміщуються виключають можливість опису квантових кореляцій за допомогою справжніх годинників, з точки зору "до" та "після"; нелокальні квантові явища не можуть бути описані поняттями часу та простору..
Ці результати - ще недавні - повинні бути прийняті обережно, але мало фізиків сумніваються в їх експериментальній обґрунтованості. У нинішньому стані речей навіть контекстуальну онтологію стає важко захистити за відсутності не локальних прихованих змінних, і, здається, (у будь-якому випадку, таким є висновок Зейлінгера та його команди), що необхідно відмовитися від будь-якої форми реалізму, в сенсі, що результат квантового вимірювання не залежить (повністю) від об'єктивних властивостей виміряної квантової системи.
Теорії з нелокальними прихованими змінними спростовуються експериментальними результатами, такі як дослід "перед-перед", якщо вони не проблематизують поняття часу одночасно, як і простору.

### Теорія де Бройля-Бома
Еталонна теорія з прихованими змінними - це теорія де Бройля-Бома. Оскільки ця теорія не описує повністю квантовий стан частинки, а лише рух і положення частинок, приховані змінні цієї теорії - це просто положення частинок. Дійсно, ортодоксальна квантова механіка заперечує існування положень перед усіма вимірюваннями. Більш конкретно, квантова механіка постулює, що хвильової функції достатньо, щоб повністю описати стан системи (постулат I) і що положення існує лише на момент вимірювання (постулат V - розпаду хвильового пакету). Для теорії де Бройля-Бома квантовий об’єкт - це і хвиля, і частинка (з добре визначеним положенням), тоді як для квантової ортодоксальної механіки квантовий об’єкт - є або хвилею або частинкою, але ніколи обома.
Слід зазначити, що експериментально всі вимірювання, проведені фізиками, - це вимірювання положень частинок (зіткнень); позиції, приховані змінні, теорії де Бройля-Бома, насправді є єдиними змінними, які спостерігаються фізиками. І навпаки, хвильова функція ніколи не вимірюється безпосередньо, вона реконструюється апостеріорі, за допомогою суми позицій зіткнень: це прихована змінна досліду. З цих причин термін прихована змінна широко критикувався, зокрема Беллом; тепер використовують термін додаткові змінні.
Теорія де Бройля-Бома еволюціонувала в онтологію простору-часу, що називається теорією неявного порядку, яка з'єднує роз'єднані події в просторі (це теорія, яка явно враховує нелокальність, як вказує Белл), але також у часі (це також теорія, яка створює очевидні причинні зв’язки в просторі-часі як прояв, серед інших можливих, не згорнутого порядку))
У включеному порядку [або неявному або нерозгорнотому], простір і час вже не є основними факторами, що визначають взаємозв'язки залежності або незалежності між різними елементами. Навпаки, можливий вид зв’язку зовсім відмінного , з якого наші звичайні уявлення про простір і час, а також матеріальні частинки, що існують окремо, витягуються як похідні форми більш глибокого порядку.
Бом, тоді Хілі та Фрескура, зокрема, підкреслювали, що цей неявний порядок походив із прегеометрії та алгебри, єдиних здатних описати такий "препростір", що було б своєрідним розширенням загальної відносності, теорії, яка також заснована на геометрії для опису поведінки предметів, які тут знаходяться. Бом та його колеги, як і Ейнштейн, ставлять під сумнів повноту квантової фізики, не тільки шляхом введення додаткових змінних (у цьому випадку самі частинки), але і формулюючи нову концепцію простору-часу.